# Danziger Zeitung
Die Danziger Zeitung war eine Tageszeitung in Danzig von 1858 bis 1930.

## Geschichte
Die Danziger Zeitung wurde vom Kaufmann Ferdinand Prowe gegründet. Am 1. Juni 1858 erschien die erste Ausgabe. Die Zeitung richtete sich vor allem an das wirtschaftsinteressierte und das gebildete Bürgertum der Stadt und Umgebung. Sie war liberal eingestellt und enthielt neben den tagesaktuellen Seiten ausführliche wirtschaftliche, kulturelle und lokale Teile. Dazu kamen im Laufe der Jahre zahlreiche Beilagen.
Die Danziger Zeitung erschien zweimal täglich, einmal morgens und einmal abends. Bis 1894 war sie die wichtigste Zeitung der Stadt und wurde dann von den Danziger Neuesten Nachrichten in der Bedeutung überholt.
In den 1920er Jahren verschlechterte sich die wirtschaftliche Situation.  Seit Oktober 1922 erschien die Zeitung nur noch einmal täglich, am 31. Januar 1930 wurde das Erscheinen mit der letzten Ausgabe eingestellt.